# Jorge Gram
David Guadalupe Ramírez (Oaxaca, c. 1889-Durango, 1950), conocido por su seudónimo Jorge Gram, fue un escritor y sacerdote mexicano.

## Biografía
Nació en 1889 o 1890 en Oaxaca. Entre las obras de Ramírez, que se ordenó sacerdote en 1918, se encontraron títulos como Héctor (1930), de la que se ha dicho que «más que una novela, es un himno fanático del movimiento cristero», Jahel (1934) y La guerra sintética (1937). Falleció en 1950 en Durango.